# Julio Zadik
Julio Zadik (Guatemala 1916 - 2002) fue un fotógrafo guatemalteco.
Realizó estudios de fotografía en Estados Unidos en 1935, pero no se dedicó a la fotografía de modo profesional. Fue un empresario que gestionó la empresa familiar "Litografía Zadik" y que se dedicó a realizar fotografías y a exponerlas de modo ocasional en Guatemala y Argentina. En 1949 participó en una exposición sobre fotografía sudamericana de la Panamerican Union y posteriormente en el Museo de Arizona del Norte (Museum of Northern Arizona), donde coincidió con otros fotógrafos como Lola Álvarez Bravo o Martín Chambi. Participó en diferentes muestras y concursos hasta los años 1960, pero aunque continúo haciendo fotografías dejó de mostrarlas en público.
En 2007 sus descendientes recuperaron su obra y comenzaron a exponerla. También se creó una fundación que editó el libro "Julio Zadik, fotógrafo moderno en Guatemala: 1937-1965" con una muestra significativa de su obra, estimada en unos 35.000 negativos. La primera exposición que se realizó a partir de estos trabajos recuperados se hizo en el Museo de Arte de El Salvador en 2009. La primera retrospectiva en España se realiza en 2015.
Su obra incluye numerosas imágenes de la vida en esa época y se encuentra entre otros sitios en la Fototeca del CIRMA y en el Museo del Barro, así como en diferentes colecciones privadas.